# Dystrykt Kabwe
Dystrykt Kabwe – dystrykt w środkowej Zambii w Prowincji Centralnej. W 2000 roku liczył 176 758 mieszkańców (z czego 50,35% stanowili mężczyźni) i obejmował 24 203 gospodarstw domowych. Siedzibą administracyjną dystryktu jest Kabwe.